# 阿尔塞里奥
阿尔塞里奥（義大利語：Alserio），是意大利科莫省的一个市镇。总面积1.89平方公里，人口1194人，人口密度631.7人/平方公里（2009年）。ISTAT代码为013006。